# Henry Carter Stuart
Henry Carter Stuart (Wytheville, 1855 – 1933) è stato un politico statunitense.

## Biografia
Fu il quarantasettesimo governatore della Virginia. Studiò al Emory and Henry College. Morì nello stato della Virginia.